# موئه میورا
موئه میورا (انگلیسی: Moe Miura؛ زادهٔ ۱۶ دسامبر ۱۹۹۲) مدل (شخص)، بازیگر اهل ژاپن است.